# Joaquín Godoy Ibáñez
Joaquín Godoy Ibáñez (Valparaíso, 25 de enero de 1977) es un ingeniero y político chileno, actualmente Independiente tras su renuncia al partido Amplitud; anteriormente fue militante de Renovación Nacional. Desde 2006 y hasta 2018 se desempeñó como diputado por las comunas de Valparaíso, Isla de Pascua y Juan Fernández.

## Biografía

### Infancia y estudios
Joaquín es hijo de Domingo Godoy Matte, exdiputado por la Quinta Agrupación Departamental, y de Carmen Ibáñez Soto, exdiputada por el Distrito Nº13. Tiene tres hermanos, la historiadora Carmen Godoy, la presentadora de televisión María Luisa Godoy, y su hermano menor Gonzalo Menéndez Ibáñez, hijo del empresario del grupo Luksic Gonzalo Menéndez y de su madre Carmen Ibáñez.
Cursó toda su enseñanza básica y media en el Colegio Craighouse de Santiago, y después se tituló de ingeniero comercial en la Universidad Finis Terrae.

### Vida política
Fue elegido diputado por el Distrito Nº13 (Juan Fernández, Isla de Pascua y Valparaíso), sucediendo a su propia madre en el cargo el 11 de marzo de 2006, para el periodo 2006-2010. Durante su gestión, integró las comisiones permanentes de Defensa Nacional; Economía, Fomento y Desarrollo; Gobierno Interior, Regionalización, Planificación y Desarrollo Social; Pesca, Acuicultura e Intereses Marítimos; Micro, Pequeña y Mediana Empresa; y de Cultura y de las Artes.
Además, participó en la Comisión Especial de la Pequeña y Mediana Empresa (PYME); de la Cultura y de las Artes; y de Bomberos.
En diciembre de 2009, fue reelecto por el mismo distrito (período legislativo 2010-2014). Integró las comisiones permanentes de Hacienda, de Economía, y de Cultura y de las Artes, y la Comisión Especial de Bomberos. En 2011-2012 fue presidente de la Comisión de Hacienda. Forma parte del comité parlamentario de Renovación Nacional. Integrante el Grupo Interparlamentario Chileno-Griego.
Fue primer vicepresidente de la Cámara de Diputados desde el 3 de abril de 2013 al 11 de marzo de 2014.
En las elecciones parlamentarias de noviembre de 2013, consiguió su tercer periodo en la Cámara de Diputados (2014-2018). Es integrante las comisiones permanentes de Recursos Hídricos y Desertificación; Medio Ambiente y Recursos Naturales; y Cultura, Artes y Comunicaciones.
El 7 de enero de 2014, junto con los diputados Karla Rubilar y Pedro Browne, y de la misma manera que su madre hizo hace unos días atrás, abandonan el partido Renovación Nacional y anuncian la creación del movimiento político Amplitud. Posteriormente en 2015 fue elegido presidente de la directiva provisoria del partido, hasta 2016. El 6 de julio de 2017 renunció a dicha colectividad.

## Historia electoral

### Elecciones municipales de 2004
- Elecciones municipales de 2004, para la alcaldía de Valparaíso [5]

| Candidato                   | Pacto                    | Partido | Votos  | %     | Resultado |
| --------------------------- | ------------------------ | ------- | ------ | ----- | --------- |
| Aldo Cornejo González       | Concertación Democrática | PDC     | 63.230 | 51,66 | Alcalde   |
| Joaquín Godoy Ibáñez        | Alianza                  | RN      | 46.266 | 37,80 |           |
| Antonio Pedro García Varela | Juntos Podemos           | ILA     | 12.909 | 10,55 |           |

### Elecciones parlamentarias de 2005
- Elecciones Parlamentarias de 2005 a Diputado por el distrito 13 (Isla de Pascua, Juan Fernández, Valparaíso)[6]

| Candidato                  | Pacto                    | Partido | Votos  | %     | Resultado |
| -------------------------- | ------------------------ | ------- | ------ | ----- | --------- |
| Laura Soto González        | Concertación Democrática | PPD     | 36.764 | 27,55 | Diputado  |
| Joaquín Godoy Ibáñez       | Alianza                  | RN      | 33.315 | 24,96 | Diputado  |
| Luis Parot Donoso          | Alianza                  | UDI     | 24.766 | 18,56 |           |
| Alex Avsolomovich Callejas | Concertación Democrática | DC      | 23.963 | 17,96 |           |
| Oscar Aroca Contreras      | Juntos Podemos Más       | PC      | 11.131 | 8,48  |           |
| Rafael Henríquez Sotelo    | Juntos Podemos Más       | PH      | 3.339  | 2,5   |           |

### Elecciones parlamentarias de 2009
- Elecciones parlamentarias de 2009 a Diputado por el distrito 13 (Valparaíso, Isla de Pascua y Juan Fernández) [7]

| Candidato                 | Pacto                                            | Partido | Votos  | %     | Resultado |
| ------------------------- | ------------------------------------------------ | ------- | ------ | ----- | --------- |
| Aldo Cornejo González     | Concertación y Juntos Podemos por más Democracia | PDC     | 39.628 | 31,03 | Diputado  |
| Joaquín Godoy Ibáñez      | Coalición por el Cambio                          | RN      | 37.282 | 29,19 | Diputado  |
| Rossana Ducaseau Flores   | Coalición por el Cambio                          | ILB     | 21.742 | 17,02 |           |
| Laura Soto González       | Concertación y Juntos Podemos por más Democracia | PPD     | 18.513 | 14,49 |           |
| Jaime González Tapia      | Nueva Mayoría para Chile                         | PH      | 2.691  | 2,10  |           |
| Manuel Apablaza Lastarria | Chile Limpio. Vote Feliz                         | PRI     | 1.183  | 0,92  |           |

### Elecciones parlamentarias de 2013
- Elecciones parlamentarias de 2013 a Diputado por el distrito 13 (Valparaíso, Isla de Pascua y Juan Fernández) [8]

| Candidato                   | Pacto                          | Partido | Votos  | %     | Resultado |
| --------------------------- | ------------------------------ | ------- | ------ | ----- | --------- |
| Aldo Cornejo González       | Nueva Mayoría                  | PDC     | 34.328 | 29,64 | Diputado  |
| Joaquín Godoy Ibáñez        | Alianza                        | RN      | 24.925 | 21,52 | Diputado  |
| Jorge Coulón Larrañaga      | Nueva Mayoría                  | ILC     | 21.326 | 18,41 |           |
| Jaime Barrientos Ramírez    | Alianza                        | UDI     | 13.394 | 11,56 |           |
| Daniela López Leiva         | Independiente (Fuera de pacto) | IND     | 7.626  | 6,58  |           |
| Sebastián Farfán Salinas    | Partido Humanista              | PH      | 7.362  | 6,35  |           |
| José Andrés González Neira  | Si tú quieres, Chile cambia    | PRO     | 4.364  | 3,76  |           |
| José Andrés Otarola Cáceres | Nueva Constitución para Chile  | IGUAL   | 2.484  | 2,14  |           |